# Relações entre Indonésia e Japão
As relações entre Indonésia e Japão são relações bilaterais entre a Indonésia e o Japão. Ambos são dois países asiáticos que compartilham laços históricos, econômicos e políticos. Ambas as nações passaram por um período difícil na Segunda Guerra Mundial, quando as Índias Orientais Neerlandesas foram ocupadas pelo Exército Imperial Japonês por três anos e meio. O Japão é um importante parceiro comercial da Indonésia. O Japão é o maior parceiro de exportação da Indonésia e também um dos principais doadores de ajuda ao desenvolvimento da Indonésia por meio da Agência de Cooperação Internacional do Japão. A Indonésia é um fornecedor vital de recursos naturais, como gás natural liquefeito, para o Japão.  Ambos os países são membros do G20 e da APEC. Hoje, na Indonésia, existem cerca de 11.000 expatriados japoneses, enquanto no Japão existem cerca de 24.000 cidadãos indonésios trabalhando e treinando.
A Indonésia tem uma embaixada em Tóquio e um consulado em Osaka. O Japão tem uma embaixada em Jacarta e consulados em Medan, Denpasar, Surabaya e Makassar.
De acordo com uma pesquisa de 2014 da BBC World Service, 70% dos indonésios veem a influência do Japão de forma positiva, com 14% expressando uma visão negativa, tornando a Indonésia um dos países mais pró-japoneses do mundo.

## Comparação entre os países
|                                         | Indonésia                                 | Japão                                         |
| --------------------------------------- | ----------------------------------------- | --------------------------------------------- |
| População (2018)                        | 267.670.543                               | 126.440.000                                   |
| Área                                    | 1.904.569 km²                             | 377.975 km²                                   |
| Densidade populacional                  | 138,0 hab/km                              | 334,0 hab/km                                  |
| Capital                                 | Jacarta                                   | Tóquio                                        |
| Maior cidade                            | Jacarta                                   | Tóquio                                        |
| Governo                                 | República presidencialista                | Monarquia constitucional parlamentar unitária |
| Línguas oficiais                        | Indonésio                                 | Japonês                                       |
| PIB nominal (2019)                      | US$ 3,740 Trilhões (US$ 4 460 per capita) | US$ 5,176 Trilhões (US$ 41 021 per capita)    |
| Moeda                                   | Rupia indonésia                           | Iene                                          |
| Índice de Desenvolvimento Humano (2018) | 111º (0,707)                              | 19º (0,915)                                   |
| Índice Global de Paz (2019)             | 41º                                       | 9º                                            |